# IBU Cup 2018-2019
Ne doit pas être confondu avec Coupe du monde de biathlon 2018-2019.
Navigation
Édition précédente Édition suivante
L'IBU Cup 2018/2019 est la onzième édition de l'IBU Cup de biathlon.

## Programme
| \| Idre Ridnaun-Val Ridanna Obertilliach Duszniki-Zdrój Arber Lenzerheide Minsk-Raubichi Otepää Martell-Val Martello \| Les sites des compétitions |
| Idre Ridnaun-Val Ridanna Obertilliach Duszniki-Zdrój Arber Lenzerheide Minsk-Raubichi Otepää Martell-Val Martello                                  |

## Attribution des points
| Place  | 1  | 2  | 3  | 4  | 5  | 6  | 7  | 8  | 9  | 10 | 11 | 12 | 13 | 14 | 15 | 16 | 17 | 18 | 19 | 20 | 21 | 22 | 23 | 24 | 25 | 26 | 27 | 28 | 29 | 30 | 31 | 32 | 33 | 34 | 35 | 36 | 37 | 38 | 39 | 40 |
| ------ | -- | -- | -- | -- | -- | -- | -- | -- | -- | -- | -- | -- | -- | -- | -- | -- | -- | -- | -- | -- | -- | -- | -- | -- | -- | -- | -- | -- | -- | -- | -- | -- | -- | -- | -- | -- | -- | -- | -- | -- |
| Points | 60 | 54 | 48 | 43 | 40 | 38 | 36 | 34 | 32 | 31 | 30 | 29 | 28 | 27 | 26 | 25 | 24 | 23 | 22 | 21 | 20 | 19 | 18 | 17 | 16 | 15 | 14 | 13 | 12 | 11 | 10 | 9  | 8  | 7  | 6  | 5  | 4  | 3  | 2  | 1  |

## Classements

### Général
| Rang | Nom                   | Points |
| ---- | --------------------- | ------ |
| 1    | Anton Babikov         | 703    |
| 2    | Lucas Fratzscher      | 639    |
| 3    | Aristide Bègue        | 638    |
| 4    | Sergey Korastylev     | 588    |
| 5    | Johannes Dale         | 569    |
| 6    | Fredrik Gjesbakk      | 487    |
| 7    | Håvard Bogetveit      | 445    |
| 8    | Alexander Povarnitsyn | 440    |
| 9    | Sivert Guttorm Bakken | 397    |
| 10   | Philipp Horn          | 394    |

| Rang | Nom                        | Points |
| ---- | -------------------------- | ------ |
| 1    | Victoria Slivko            | 776    |
| 2    | Nadine Horchler            | 629    |
| 3    | Ingela Andersson           | 605    |
| 4    | Janina Hettich             | 580    |
| 5    | Nadiia Bielkina            | 545    |
| 6    | Johanna Skottheim          | 489    |
| 7    | Karoline Offigstad Knotten | 475    |
| 8    | Elisabeth Högberg          | 461    |
| 9    | Natalia Gerbulova          | 454    |
| 10   | Felicia Lindqvist          | 401    |

### Coupe des Nations
| Rang | Nation    | Points |
| ---- | --------- | ------ |
| 1    | Russie    | 7613   |
| 2    | Norvège   | 7542   |
| 3    | Allemagne | 7350   |
| 4    | France    | 6510   |
| 5    | Ukraine   | 6289   |

| Rang | Nation    | Points |
| ---- | --------- | ------ |
| 1    | Russie    | 7719   |
| 2    | Suède     | 7338   |
| 3    | Allemagne | 7207   |
| 4    | Ukraine   | 6866   |
| 5    | Norvège   | 6829   |

### Classement par discipline

#### Individuel
| Rang | Nom                | Points |
| ---- | ------------------ | ------ |
| 1    | Sven Grossegger    | 99     |
| 2    | Fredrik Gjesbakk   | 95     |
| 3    | Sergey Bocharnikov | 73     |

| Rang | Nom             | Points |
| ---- | --------------- | ------ |
| 1    | Yuliya Zhuravok | 152    |
| 2    | Nadine Horchler | 131    |
| 3    | Victoria Slivko | 104    |

#### Sprint
| Rang | Nom               | Points |
| ---- | ----------------- | ------ |
| 1    | Anton Babikov     | 437    |
| 2    | Sergey Korastylev | 417    |
| 3    | Lucas Fratzscher  | 415    |

| Rang | Nom              | Points |
| ---- | ---------------- | ------ |
| 1    | Victoria Slivko  | 450    |
| 2    | Ingela Andersson | 432    |
| 3    | Nadiia Bielkina  | 375    |

#### Poursuite
| Rang | Nom              | Points |
| ---- | ---------------- | ------ |
| 1    | Anton Babikov    | 216    |
| 2    | Håvard Bogetveit | 143    |
| 3    | Johannes Dale    | 141    |

| Rang | Nom             | Points |
| ---- | --------------- | ------ |
| 1    | Victoria Slivko | 182    |
| 2    | Nadine Horchler | 165    |
| 3    | Janina Hettich  | 155    |

#### Relais Mixte
| Rang | Nation    | Points |
| ---- | --------- | ------ |
| 1    | Russie    | 343    |
| 2    | Allemagne | 294    |
| 3    | Norvège   | 258    |
| 4    | France    | 240    |
| 5    | Ukraine   | 228    |

## Calendrier et podiums

### Hommes
| Étape                                                          | Lieu                 | Épreuve                | Date              | Vainqueur             | Deuxième              | Troisième                 | Leader du classement général |
| -------------------------------------------------------------- | -------------------- | ---------------------- | ----------------- | --------------------- | --------------------- | ------------------------- | ---------------------------- |
| 1                                                              | Idre                 | Sprint 10 km           | 29 novembre 2018  | Anton Babikov         | Aristide Bègue        | Lucas Fratzscher          | Anton Babikov                |
| 1                                                              | Idre                 | Sprint 10 km           | 1er décembre 2018 | Aristide Bègue        | Dominic Reiter        | Justus Strelow            | Aristide Bègue               |
| 1                                                              | Idre                 | Poursuite 12,5 km      | 2 décembre 2018   | Philipp Nawrath       | Alexander Povarnitsyn | Martin Perrillat-Bottonet | Aristide Bègue               |
| 2                                                              | Ridnaun-Val Ridanna  | Sprint 10 km           | 15 décembre 2018  | Johannes Dale         | Anton Babikov         | Sivert Guttorm Bakken     | Anton Babikov                |
| 2                                                              | Ridnaun-Val Ridanna  | Poursuite 12,5 km      | 16 décembre 2018  | Johannes Dale         | Anton Babikov         | Simon Fourcade            | Anton Babikov                |
| 3                                                              | Obertilliach         | Individuel 20 km       | 19 décembre 2018  | Simon Fourcade        | Sivert Guttorm Bakken | Sergey Bocharnikov        | Sivert Guttorm Bakken        |
| 3                                                              | Obertilliach         | Super sprint           | 21 décembre 2018  | Sindre Pettersen      | Lorenz Waeger         | Daniele Cappellari        | Sivert Guttorm Bakken        |
| 3                                                              | Obertilliach         | Sprint 10 km           | 22 décembre 2018  | Sivert Guttorm Bakken | Lucas Fratzscher      | Simon Fourcade            | Sivert Guttorm Bakken        |
| 4                                                              | Duszniki-Zdrój       | Sprint 10 km           | 12 janvier 2019   | Alexander Povarnitsyn | Nikita Porshnev       | Johannes Dale             | Sivert Guttorm Bakken        |
| 4                                                              | Duszniki-Zdrój       | Sprint 10 km           | 13 janvier 2018   | Philipp Horn          | Anton Babikov         | Adam Václavík             | Sivert Guttorm Bakken        |
| 5                                                              | Arber                | Individuel court 15 km | 17 janvier 2019   | Alexander Povarnitsyn | Lucas Fratzscher      | Aristide Bègue            | Sivert Guttorm Bakken        |
| 5                                                              | Arber                | Sprint 10 km           | 19 janvier 2019   | Aristide Bègue        | Johannes Dale         | Anton Babikov             | Sivert Guttorm Bakken        |
| 5                                                              | Arber                | Poursuite 12,5 km      | 20 janvier 2019   | Anton Babikov         | Aristide Bègue        | Alexander Povarnitsyn     | Alexander Povarnitsyn        |
| 6                                                              | Lenzerheide          | Sprint 10 km           | 24 janvier 2019   | Fabien Claude         | Serafin Wiestner      | Johannes Dale             | Anton Babikov                |
| 6                                                              | Lenzerheide          | Poursuite 12,5 km      | 26 janvier 2019   | Fabien Claude         | Philipp Horn          | Anton Babikov             | Anton Babikov                |
| Championnats d'Europe de biathlon 2019 (18 au 24 février 2019) |                      |                        |                   |                       |                       |                           |                              |
| CE                                                             | Minsk                | Individuel 20 km       | 21 février 2019   | Krasimir Anev         | Tarjei Bø             | Endre Strømsheim          | Anton Babikov                |
| CE                                                             | Minsk                | Sprint 10 km           | 23 février 2019   | Tarjei Bø             | Jesper Nelin          | Dmitry Malyshko           | Anton Babikov                |
| CE                                                             | Minsk                | Poursuite 12,5 km      | 24 février 2019   | Tarjei Bø             | Matvey Eliseev        | Håvard Bogetveit          | Anton Babikov                |
| Fin des championnats d'Europe                                  |                      |                        |                   |                       |                       |                           |                              |
| 7                                                              | Otepää               | Super sprint           | 1er mars 2019     | Endre Strømsheim      | Daniele Cappellari    | Henrik L'Abée-Lund        | Anton Babikov                |
| 7                                                              | Otepää               | Sprint 10 km           | 2 mars 2019       | David Zobel           | Henrik L'Abée-Lund    | Johannes Dale             | Anton Babikov                |
| 8                                                              | Martell-Val Martello | Sprint 10 km           | 14 mars 2019      | Johannes Dale         | Endre Strømsheim      | Aleksander Fjeld Andersen | Anton Babikov                |
| 8                                                              | Martell-Val Martello | Sprint 10 km           | 16 mars 2019      | Lucas Fratzscher      | Philipp Horn          | Danilo Riethmüller        | Anton Babikov                |
| 8                                                              | Martell-Val Martello | Mass-Start 60 15 km    | 17 mars 2019      | Aristide Bègue        | Harald Lemmerer       | Matthias Dorfer           | Anton Babikov                |

### Femmes
| Étape                                                          | Lieu                 | Épreuve                  | Date              | Vainqueur           | Deuxième                   | Troisième                  | Leader du classement général |
| -------------------------------------------------------------- | -------------------- | ------------------------ | ----------------- | ------------------- | -------------------------- | -------------------------- | ---------------------------- |
| 1                                                              | Idre                 | Sprint 7,5 km            | 29 novembre 2018  | Ingela Andersson    | Irina Kruchinkina          | Anastasiia Morozova        | Ingela Andersson             |
| 1                                                              | Idre                 | Sprint 7,5 km            | 1er décembre 2018 | Elisabeth Högberg   | Nadine Horchler            | Nadiia Bielkina            | Anastasiia Morozova          |
| 1                                                              | Idre                 | Poursuite 10 km          | 2 décembre 2018   | Svetlana Mironova   | Ingela Andersson           | Anastasiia Morozova        | Ingela Andersson             |
| 2                                                              | Ridnaun-Val Ridanna  | Sprint 7,5 km            | 15 décembre 2018  | Anastasiia Morozova | Ingela Andersson           | Nadiia Bielkina            | Anastasiia Morozova          |
| 2                                                              | Ridnaun-Val Ridanna  | Poursuite 10 km          | 16 décembre 2018  | Anastasiia Morozova | Victoria Slivko            | Svetlana Mironova          | Anastasiia Morozova          |
| 3                                                              | Obertilliach         | Individuel 15 km         | 19 décembre 2018  | Caroline Colombo    | Nadine Horchler            | Elisabeth Högberg          | Ingela Andersson             |
| 3                                                              | Obertilliach         | Super sprint             | 21 décembre 2018  | Felicia Lindqvist   | Elisabeth Högberg          | Karoline Offigstad Knotten | Ingela Andersson             |
| 3                                                              | Obertilliach         | Sprint 7,5 km            | 22 décembre 2018  | Nadia Moser         | Natalia Gerbulova          | Megan Bankes               | Ingela Andersson             |
| 4                                                              | Duszniki-Zdrój       | Sprint 7,5 km            | 12 janvier 2019   | Natalia Gerbulova   | Victoria Slivko            | Anastasiia Morozova        | Ingela Andersson             |
| 4                                                              | Duszniki-Zdrój       | Sprint 7,5 km            | 13 janvier 2018   | Natalia Gerbulova   | Johanna Skottheim          | Nadiia Bielkina            | Ingela Andersson             |
| 5                                                              | Arber                | Individuel court 12,5 km | 17 janvier 2019   | Yuliia Zhuravok     | Chardine Sloof             | Elisabeth Högberg          | Ingela Andersson             |
| 5                                                              | Arber                | Sprint 7,5 km            | 19 janvier 2019   | Victoria Slivko     | Ingela Andersson           | Ragnhild Femsteinevik      | Ingela Andersson             |
| 5                                                              | Arber                | Poursuite 10 km          | 20 janvier 2019   | Victoria Slivko     | Nadine Horchler            | Elisabeth Högberg          | Ingela Andersson             |
| 6                                                              | Lenzerheide          | Sprint 7,5 km            | 24 janvier 2019   | Victoria Slivko     | Uliana Kaisheva            | Janina Hettich             | Victoria Slivko              |
| 6                                                              | Lenzerheide          | Poursuite 10 km          | 26 janvier 2019   | Uliana Kaisheva     | Victoria Slivko            | Valeria Vasnetsova         | Victoria Slivko              |
| Championnats d'Europe de biathlon 2019 (18 au 24 février 2019) |                      |                          |                   |                     |                            |                            |                              |
| CE                                                             | Minsk                | Individuel 15 km         | 21 février 2019   | Hanna Öberg         | Yuliya Zhuravok            | Iryna Kryuko               | Victoria Slivko              |
| CE                                                             | Minsk                | Sprint 7,5 km            | 23 février 2019   | Mona Brorsson       | Ekaterina Yurlova          | Hanna Öberg                | Victoria Slivko              |
| CE                                                             | Minsk                | Poursuite 10 km          | 24 février 2019   | Ekaterina Yurlova   | Iryna Kryuko               | Nadine Horchler            | Victoria Slivko              |
| Fin des championnats d'Europe                                  |                      |                          |                   |                     |                            |                            |                              |
| 7                                                              | Otepää               | Super sprint             | 1er mars 2019     | Anna Weidel         | Dunja Zdouc                | Thekla Brun-Lie            | Victoria Slivko              |
| 7                                                              | Otepää               | Sprint 7,5 km            | 2 mars 2019       | Chloé Chevalier     | Janina Hettich             | Juliane Fruehwirt          | Victoria Slivko              |
| 8                                                              | Martell-Val Martello | Sprint 7,5 km            | 14 mars 2019      | Olga Abramova       | Kristina Reztsova          | Johanna Skottheim          | Victoria Slivko              |
| 8                                                              | Martell-Val Martello | Sprint 7,5 km            | 16 mars 2019      | Caroline Colombo    | Irina Kazakevich           | Victoria Slivko            | Victoria Slivko              |
| 8                                                              | Martell-Val Martello | Mass-Start 60 12 km      | 17 mars 2019      | Caroline Colombo    | Karoline Offigstad Knotten | Stefanie Scherer           | Victoria Slivko              |

### Mixte
| Etape                                                          | Lieu                | Épreuve                            | Date             | Vainqueur                                                                       | Deuxième                                                                         | Troisième                                                                                      |
| -------------------------------------------------------------- | ------------------- | ---------------------------------- | ---------------- | ------------------------------------------------------------------------------- | -------------------------------------------------------------------------------- | ---------------------------------------------------------------------------------------------- |
| 2                                                              | Ridnaun-Val Ridanna | Relais simple (6 km F + 7,5 km H)  | 13 décembre 2018 | Russie - Anastasiia Morozova - Sergey Korastylev                                | Allemagne - Laura Dahlmeier - Roman Rees                                         | Ukraine - Yuliia Zhuravok - Vitaliy Trush                                                      |
| 2                                                              | Ridnaun-Val Ridanna | Relais (2 x 6 km F + 2 x 7,5 km H) | 13 décembre 2018 | Russie - Irina Kazakevich - Svetlana Mironova - Yury Shopin - Anton Babikov     | Suède - Johanna Skottheim - Elisabeth Hoegberg - Oskar Brandt - Simon Hallstroem | Norvège - Karoline Offigstad Knotten - Eline Grue - Vebjoern Soerum - Fredrik Gjesbakk         |
| 6                                                              | Lenzerheide         | Relais simple (6 km H + 7,5 km F)  | 27 janvier 2019  | Russie - Sergey Korastylev - Uliana Kaisheva                                    | Allemagne - Marco Gross - Marie Heinrich                                         | Ukraine - Vitaliy Trush - Mariya Kruchova                                                      |
| 6                                                              | Lenzerheide         | Relais (2 x 7,5 km H + 2 x 6 km F) | 27 janvier 2019  | Russie - Anton Babikov - Alexey Slepov - Valeriia Vasnetcova - Victoria Slivko  | Allemagne - Lucas Fratzscher - Philipp Horn - Janina Hettich - Nadine Horchler   | Norvège - Håvard Bogetveit - Johannes Dale - Ragnhild Femsteinevik - Emilie Aagheim Kalkenberg |
| Championnats d'Europe de biathlon 2019 (18 au 24 février 2019) |                     |                                    |                  |                                                                                 |                                                                                  |                                                                                                |
| CE                                                             | Minsk               | Relais simple (6 km F + 7,5 km H)  | 20 février 2019  | Russie - Evgeniya Pavlova - Dmitry Malyshko                                     | Suède - Anna Magnusson - Jesper Nelin                                            | France - Lou Jeanmonnot-Laurent - Aristide Bègue                                               |
| CE                                                             | Minsk               | Relais (2 x 6 km F + 2 x 7,5 km H) | 20 février 2019  | Suède - Emma Nilsson - Mona Brorsson - Martin Ponsiluoma - Sebastian Samuelsson | Allemagne - Nadine Horchler - Janina Hettich - Lucas Fratzscher - Philipp Horn   | Biélorussie - Dzinara Alimbekava - Hanna Sola - Raman Yaliotnau - Sergey Bocharnikov           |
| Fin des championnats d'Europe                                  |                     |                                    |                  |                                                                                 |                                                                                  |                                                                                                |